# Ajahn Mahā Bua
Ajahn Mahā Bua (Udon Thani, 12 de agosto de 1913 - Udon Thani, 30 de janeiro de 2011)  foi um conhecido monge budista da tradição Theravada da Tailândia.
Foi um dos principais discípulos de  Ajahn Man Bhuridatta, mestre da Tradição das Florestas da Tailândia. Considera-se que Ajahn Mahā Bua alcançou o último nível espiritual do Budismo Theravada, o estado de Arahant.

## Biografia

### Anos iniciais
Ajahn Maha Bua nasceu na vila de Baan Taad, na província de Udon Thani, no dia 12 de agosto de 1913. Ele foi um dos 16 filhos de uma família rica de agricultores de arroz. Quando tinha 21 anos, seus pais lhe pediram para que passasse uma temporada sendo monge, uma tradição tailandesa para mostrar gratidão aos pais. Sendo assim, foi ordenado no dia 12 de maio de 1934 no mosteiro de Yothanimit, tendo o Venerável Chao Khun Dhammachedia como seu monge preceptor. Foi lhe dado o nome de Nanasampanno que, em Pali, significa "dotado de sabedoria". Nesta época, Ajahn Maha Bua ainda não tinha intenção de permanecer como monge pelo resto de sua vida.
Depois de ordenado passou a estudar as encarnações de Buda e de seus discípulos Arahants. Declarou que ficou tão impressionado com o que estava estudando que decidiu buscar a mesma iluminação que os discípulos originais de Buda alcançaram. Deste modo, esforçou-se  por entender os modos de praticar o Dhamma que, eventualmente, levaria a Nibbana.
Ajahn Maha Bua estudou Pali (a linguagem das escrituras budistas Theravada) e o Vinaya (as regras monásticas da conduta correta). Após sete anos, passou ao terceiro nível de estudos de Pali e alcançou o nível mais alto nos estudos de Dhamma e Vianya. Ele, então, empenhou-se na esperança de estudar com o Venerável Man Buridatta, um dos mestres de meditação mais famosos de seu tempo..

### O encontro comAjahn Man Buridatta
Nanasampanno foi, então, em busca do Venerável Ajahn Man. Quando ele finalmente o conheceu, seu mestre já mostrava satisfação com os seus esforços, pois parecia que Ajahn Man já conhecia os seus desejos, intenções e dúvidas. Ajahn Man esclareceu as perguntas de seu novo discípulo e mostrou-lhe que os caminhos que conduzem ao Nibbana ainda existiam. Em seguida, Nanasampanno disse a si mesmo: "Agora eu cheguei na verdade. Ele deixou tudo claro e já não tenho mais dúvidas. Agora, é minha responsabilidade viver esta verdade ou não. E eu estou determinado a viver esta verdade!"
Ele aprendeu os métodos de meditação de Ajahn Man, baseados nos princípios e códigos de disciplina budistas. Começou, então, a passar estes mesmos métodos aos seus alunos monges e noviços. Devido ao seu intenso respeito e admiração por seu mestre, passou a escrever sua biografia para disseminar seus ensinamentos e sua metodologia de meditação, além de documentar sua história para as gerações posteriores.

### Livros e ensinamentos
Ajahn Maha Bua escreveu os livros "Wisdom develops samadhi" e "Patipada". Suas conversas entre ele e seus discípulos leigos e monges foram transcritas, transformando-se em vários livros na língua tailandesa, embora poucas destas conversas foram traduzidas para o inglês. Seus ensinamentos se concentram na prática da meditação budista e tem como princípio básico o fim de Dukkha (sofrimento). Foram registradas centenas de palestras dadas aos seus discípulos monges e milhares de palestras aos leigos que, normalmente, aconteciam após a refeição ou à noite.